# Partido Africano para la Solidaridad y la Justicia
El Partido Africano por la Solidaridad y la Justicia, o Alianza por la Democracia en Malí (ADEMA-PASJ) (en francés:Alliance pour la Démocratie au Mali-Parti Africain pour la Solidarité et la Justice) en un partido político de Malí, miembro de la Internacional Socialista.

## Historia
El 25 de octubre de 1990, es fundada la Alianza por la Democracia en Malí (ADEMA), reagrupando los opositores a la dictadura de Moussa Traoré.
Esa asociació reagrupaba varios partidos y movimientos:
- Unión Sudanesa - Asamblea Democrática Africana (US-RDA), partido del antiguo presidente Modibo Keïta, suspendido después del golpe de Estado, pero que continuaba con sus actividades después del golpe de Estado.
- Partido de Malí por la Revolución y la Democracia (PMRD)
- Partido del Trabajo de Malí, de tendencia marxista-leninista
- Frente Democrático y Popular de Malí (FDPM), compuesto por opositores residentes en el extranjero.

Esta alianza también reagrupaba a militantes independientes.
El 25 de mayo de 1991, cuando el régimen de Traoré fue despuesto por el golpe del militar Amadou Toumani Touré, el ADEMA se transforma en partido político, y adopta el nombre Partido Africano para la Solidaridad y la Justicia - ADEMA.
En 1992, el PASJ-ADEMA gana las elecciones legislativas, obteniendo 76 escaños de 116 en la Asamblea, y su candidato, Alpha Oumar Konaré es proclamado presidente. El partido dominó la escena política por 10 años. En 1997, la oposición boicoteó las elecciones presidenciales, y Oumar Konarér es electo nuevamente.
Su segundo mandato estuvo marcado por divisiones y escisiones. Ibrahim Boubacar Keïta sale del PASJ-ADEMAS en 2000, y funda el partido, Asamblea por Mali.
En mayo de 2002, Soumaïla Cissé, candidato del partido, llega segundo en la primera vuelta, con el 35,65 % de los votos, y pierde en la segunda vuelta, contra Amadou Toumani Touré
En las elecciones legislativas de agosto de 2002, el PASJ-ADEMA fue la principal fuerza política del país con 51 escaños. 
En las elecciones parlamentarias de 2020 el partido obtuvo 24 escaños, siendo la segunda fuerza política del país.